# Соврле
Соврле су насељено мјесто у Босни и Херцеговини, у општини Илијаш, које административно припада Федерацији Босне и Херцеговине. Према попису становништва из 2013. у насељу је живјело 1.324 становника.

## Становништво
| Националност       | 1991.        | 1981.        | 1971.        |
| Срби               | 573 (73,93%) | 481 (74,22%) | 349 (74,57%) |
| Муслимани          | 89 (11,48%)  | 77 (11,88%)  | 83 (17,73%)  |
| Хрвати             | 62 (8,00%)   | 27 (4,16%)   | 28 (5,98%)   |
| Југословени        | 26 (3,35%)   | 62 (9,56%)   | 7 (1,49%)    |
| остали и непознато | 25 (3,22%)   | 1 (0,15%)    | 1 (0,21%)    |
| Укупно             | 775          | 648          | 468          |